# Leptognatha
Leptognatha is een geslacht van kevers uit de familie van de loopkevers (Carabidae). De wetenschappelijke naam van het geslacht is voor het eerst geldig gepubliceerd in 1963 door Rivalier.

## Soorten
Het geslacht Leptognatha omvat de volgende soorten:
- Leptognatha albertisii (Gestro, 1879)
- Leptognatha alticola (Brouerius van Nidek, 1959)
- Leptognatha bishopi Cassola, 1986
- Leptognatha curvidentis Cassola, 1986
- Leptognatha darlingtoni (Brouerius van Nidek, 1953)
- Leptognatha denhoedi (Brouerius van Nidek, 1960)
- Leptognatha fasciata Rivalier, 1972
- Leptognatha flavoantennalis Cassola & Werner, 1998
- Leptognatha fraudulenta Cassola, 1986
- Leptognatha fuscilabris Rivalier, 1972
- Leptognatha gracilipes Rivalier, 1972
- Leptognatha hornabrooki Cassola, 1986
- Leptognatha inexpectata Cassola, 1986
- Leptognatha latreillei (Guerin-Meneville, 1830)
- Leptognatha longidentis Cassola, 1986
- Leptognatha longipenis Cassola & Matalin, 2010
- Leptognatha nigrivestis (Brouerius van Nidek, 1959)
- Leptognatha occidentalis Cassola, 1986
- Leptognatha orientalis Rivalier, 1972
- Leptognatha papua Cassola, 1986
- Leptognatha pseudovelutina Cassola, 1986
- Leptognatha riedeliana Cassola & Werner, 1998
- Leptognatha rivalieri (Brouerius van Nidek, 1960)
- Leptognatha robusta Rivalier, 1972
- Leptognatha rudolfbennigseni (W.Horn, 1912)
- Leptognatha sedlacekorum Cassola, 1986
- Leptognatha septentrionalis Cassola, 1986
- Leptognatha spinilabris Rivalier, 1972
- Leptognatha sumliniana Cassola, 1986
- Leptognatha velutina (Brouerius van Nidek, 1959)
- Leptognatha viridimicans (Brouerius van Nidek, 1959)
- Leptognatha viridithoracica (Brouerius van Nidek, 1959)
- Leptognatha wagneri (Mandl, 1970)